# András Vasy

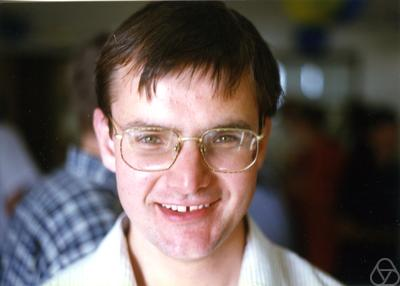
András Vasy

András Vasy – matematyk, od 2008 roku profesor Uniwersytetu Stanforda. Zajmuje się analizą mikrolokalną, równaniami różniczkowymi cząstkowymi i problemami odwrotnymi.

## Życiorys
Studiował matematykę i fizykę na Uniwersytecie Stanforda. Stopień doktora uzyskał w 1997 w Massachusetts Institute of Technologyy (MIT), promotorem doktoratu był Richard Burt Melrose. Karierę zawodową rozpoczął w MIT, od 2005 jest związany z Uniwersytetem Stanforda.
Swoje prace publikował m.in. w najbardziej prestiżowych czasopismach matematycznych świata: „Annals of Mathematics”, „Journal of the American Mathematical Society”, „Inventiones Mathematicae” i „Acta Mathematica”. Jest redaktorem „Analysis & PDE”.
W 2014 roku wygłosił wykład sekcyjny na Międzynarodowym Kongresie Matematyków w Seulu, a w 2019 na konferencji Dynamics, Equations and Applications (DEA 2019). Członek American Academy of Arts and Sciences, w 2017 otrzymał Bôcher Memorial Prize.